# Czulice
Czulice – wieś w Polsce, położona w województwie małopolskim, w powiecie krakowskim, w gminie Kocmyrzów-Luborzyca.
W latach 1954–1960 wieś należała i była siedzibą władz gromady Czulice, po jej zniesieniu w gromadzie Kocmyrzów. W latach 1975–1998 miejscowość administracyjnie należała do województwa krakowskiego.

## Toponimia
1325 Czulicz, 1374 Zulicz, 1397 Czuslicz, 1400 Czulicze, 1415 Culicze, 1420 Czulycze

## Dawna przynależność terytorialna
- 1325 – dek. Płaszów[5]
- 1470–80 – archidiakonat krak.[6]
- 1490 – pow. krakowski
- 1529 – dek. Witów[7]
- 1581 – pow. proszowski[8]

## Historia
Pierwsze wzmianki o Czulicach pochodzą z 1325 roku. W XIV w. wieś była własnością Czulickich herbu Czewoja, fundatorów znajdującego się tutaj kościoła. W 1370 roku jest odnotowany Chwalisz (Falisz) z Czulic. W 1410 roku senior rodu, Imram, Imbram, Imramko senior, nazywany też antiquus Czulicki z Czulic (także z: Pobiednika i Wronińca) poległ w bitwie pod Grunwaldem.

We wsi przebywali ponoć kronikarze Janko z Czarnkowa i Jan Długosz. Czuliccy byli w posiadaniu Czulic (i szeregu innych miejscowości) jeszcze przez ok. pięć wieków.
 
Kolejnymi właścicielami wsi byli Morscy (pierwszy z nich hrabia Zygmunt Morski był burgrabią zamku krakowskiego). Po roku 1820 wieś przeszła w posiadanie ordynata, profesora Uniwersytetu Jagiellońskiego Adama Krzyżanowskiego (1785–1847), a pod koniec tego wieku należała do Antoniego Dąbskiego. 
Ostatnim właścicielem Czulic był Franciszek Van Wollen. 
W czasie wojny w Czulicach ukrywało się wielu powstańców warszawskich wśród nich Władysław Bartoszewski i Kazimierz Kumaniecki. Po roku 1945 dobra dworskie przejął Związek Hodowców Roślin, a po roku 1950 Państwowe gospodarstwo rolne.
Jan Długosz w Liber beneficiorum diecesis Cracoviensis pisze:

Czulice Posiadłość, na terenie której położony jest drewniany parafialny kościół, poświęcony św. Mikołajowi, której dziedzic to Jan Czulicki herbu Czewoja, w której leży 8 łanów kmiecych, z których uwalnia się i odprowadza dziesięcinę zwykłą i konopną przez 4 [...]dla prebendy Krakowskiej zwanej Goszycką, której wartość ocenia się na 12 grzywien. Jest również w tej samej posiadłości dwór rycerski, w którego posiadaniu są pola, również 4 karczmy, posiadające pola, również 6 zagród posiadających pola, z których jest odprowadzana dziesięcina zwykła i konopna dla kościoła i jego plebana w Czulicach, a wartość jej ocenia się na 4 grzywny. Ma również tam kościół i pleban własne pola wolne i łąki dla swego pożytku i potrzeby.

## Zabytki
Obiekty wpisane do rejestru zabytków nieruchomych województwa małopolskiego.
- Kościół parafialny pw. św. Mikołaja, otoczenie ze starodrzewiem w granicach cmentarza;
- zespół dworski dwór, park z dawnymi ogrodami użytkowymi ze stawami, cmentarz wojenny nr 394, kamienny pomnik.

## Inne zabytki
- Cmentarz wojenny nr 396.

## Części wsi
| SIMC    | Nazwa     | Rodzaj    |
| ------- | --------- | --------- |
| 0322130 | Krzyżówki | część wsi |
| 0322146 | Podgórze  | część wsi |
| 0322152 | Zabłocie  | część wsi |

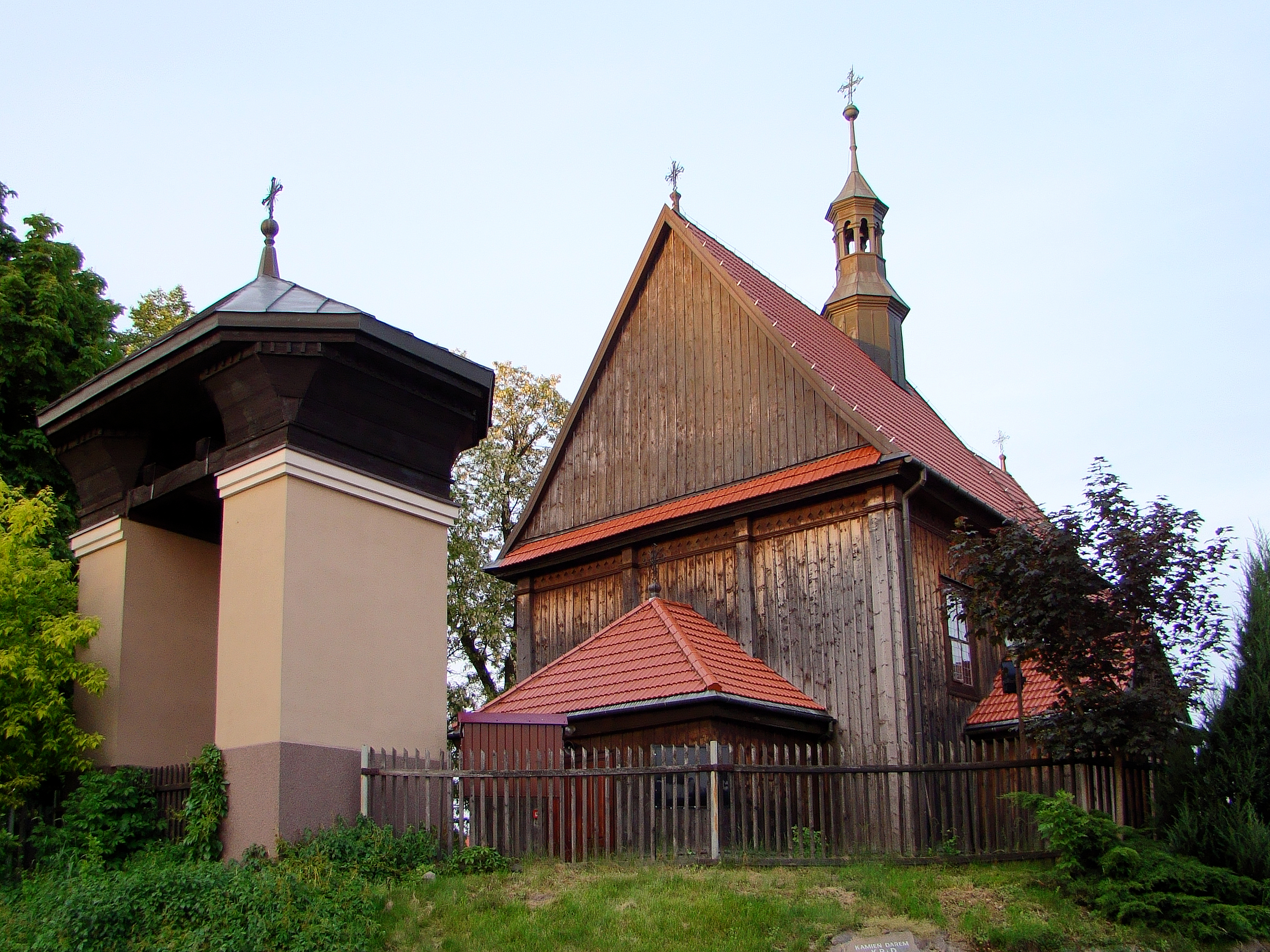
Kościół św. Mikołaja.
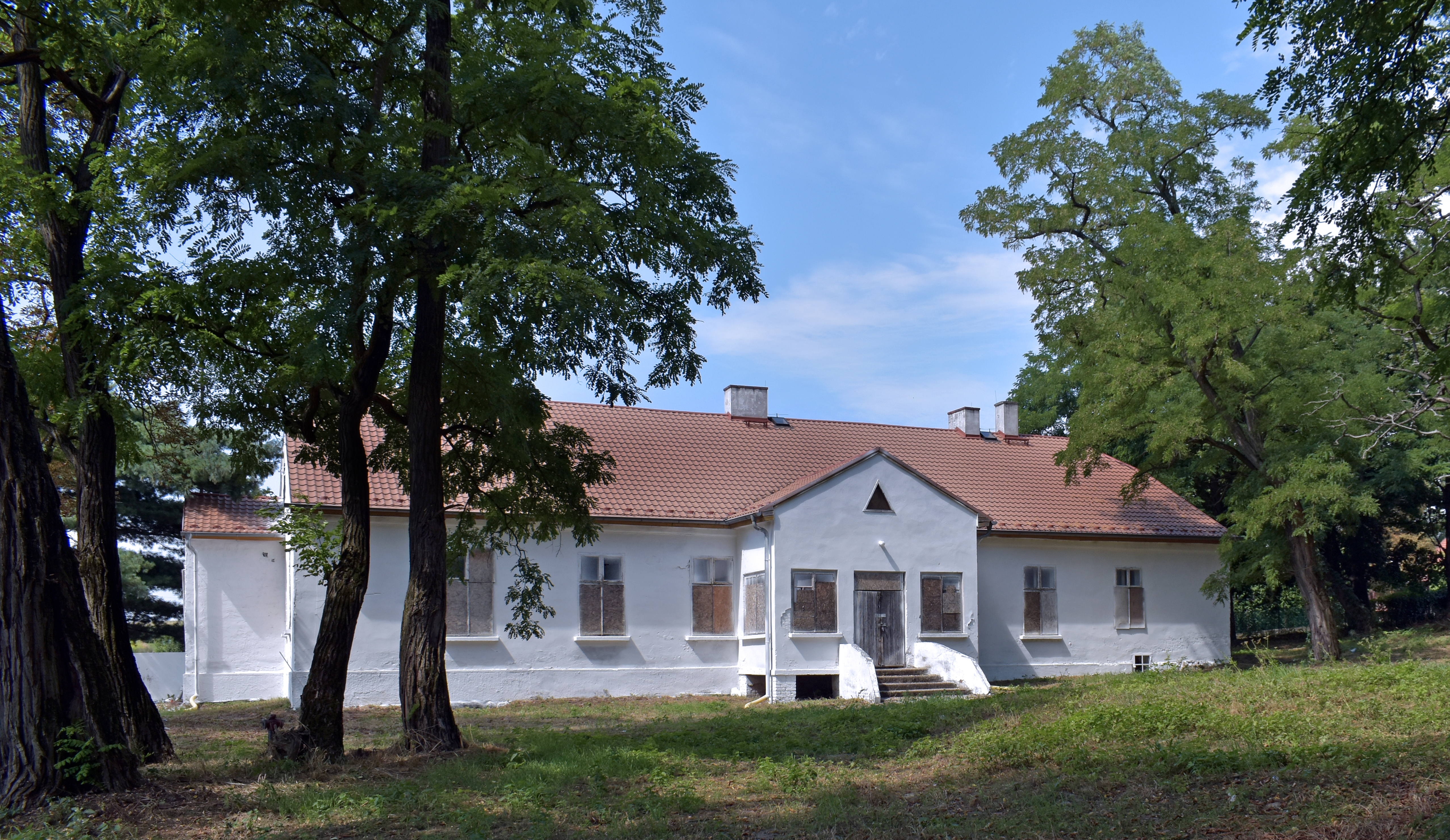
Dwór van Wollenów
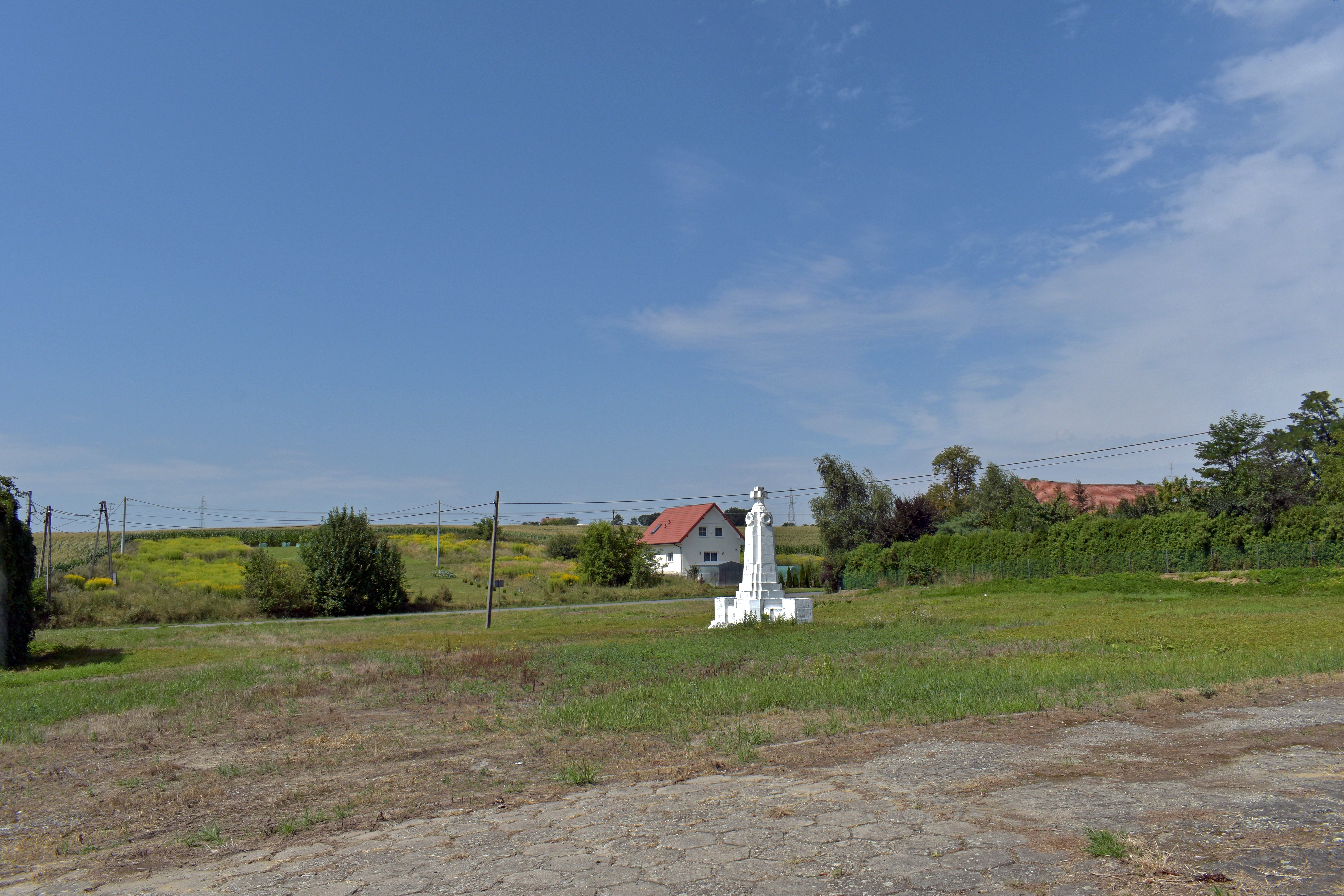
Cmentarz wojenny nr 394
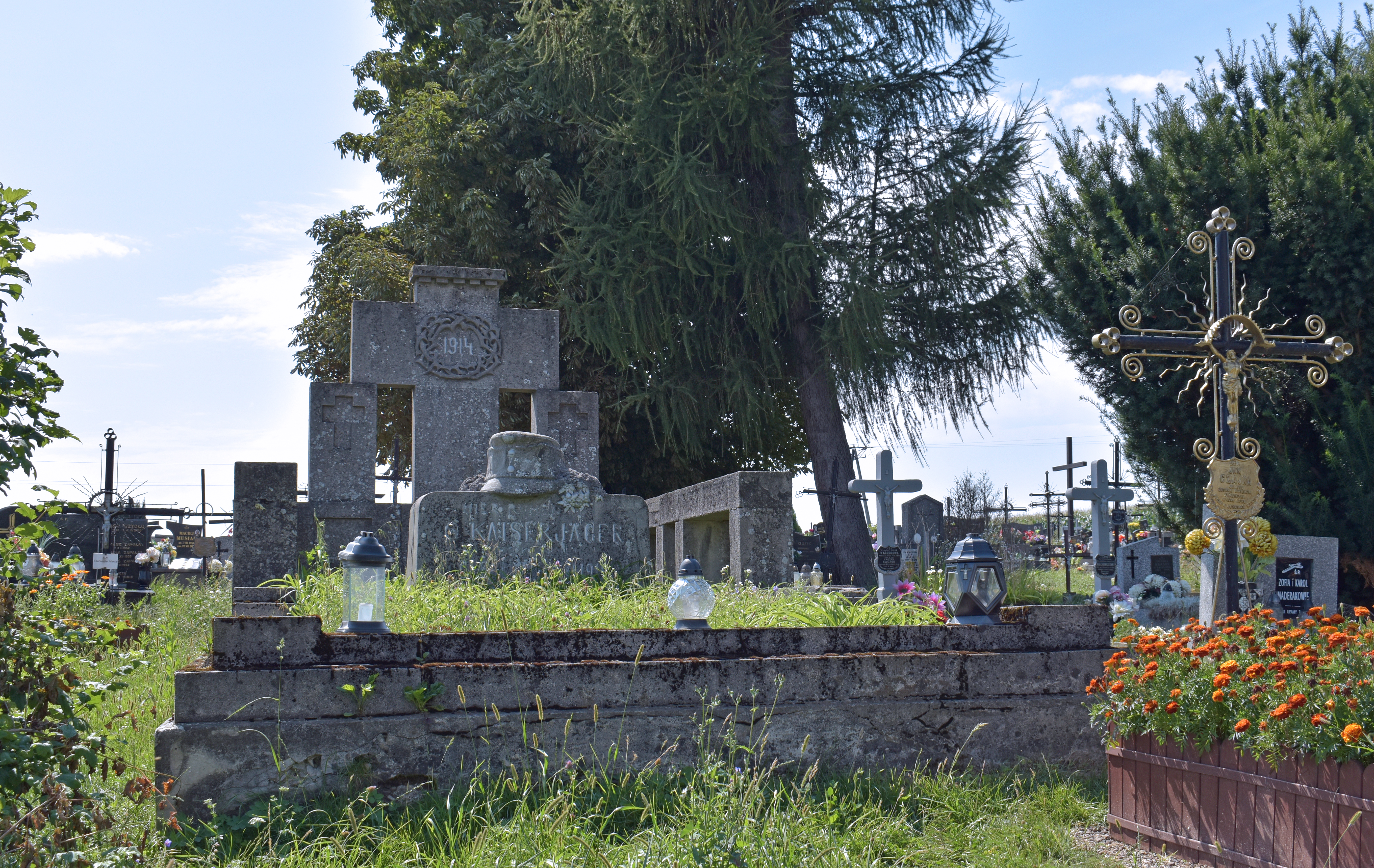
Cmentarz wojenny nr 396